# Saint-Sébastien-sur-Loire
Saint-Sébastien-sur-Loire är en stad och kommun i departementet Loire-Atlantique i Frankrike. Den är en förort till Nantes och hade 28 373 invånare i början av 2022, på en yta av 11,66 km².

## Befolkningsutveckling
Antalet invånare i kommunen Saint-Sébastien-sur-Loire
| Referens: INSEE |